# Црква Светог Ђорђа у Средској (Милачићи)
Црква Светог Ђорђа у Средској (Милачићи), у општини Призрен на Косову и Метохији, подигнута је око 1530. године, као породична капела и која је свакако најстарији и најзанимљивији споменик Средачке жупе. По предању ова црквица је задужбина српске породице Кабашовци (Радивојевићи) која ју је саградила након што је пребегла из села Свети Петар, данашњи Кабаш, у близини манастира Св. Петар Коришки.
Представља непокретно културно добро као споменик културе од изузетног значаја.

## Изглед
Црква је грађевина једнобродне основе са споља једва заобљеном апсидом, полуобличасти свод и спољне димензије које незнатно прелазе дужину од 5 и ширину од 3 метра. Над главним, западним улазом, налази се плитка ниша са насликаним патроном храма. Црква је скромно зидана ломљеним каменом и бигром. Покривена је каменим плочама. Унутрашњост је украшена изразито високим квалитетом фресака. Непознати живописац није се обазирао на размере грађевине, већ је у првој зони испод сликаних аркада приказао монументалне и изванредно моделоване ликове светих врача и светих ратника, живописно одевене у племићку одежду. У малену нишу олтара сместио је Службу архијереја и попрсје Богородице са анђелима, а у нишу протезиса архиђакона Стефана.
Светао, прозрачан колорит и тежња ка декоративности доприносе да, од неколико датовања раније понуђених у стручној литератури, време око 1530. године сматрамо најприхватљивијим. Најзад, ваља додати да ове фреске привлаче пажњу и у погледу технологије сликања, будући да су рађене на блатном малтеру са крупном плевом.
У цркви је сачуван и свећњак који је, по предању, припадао манастиру св. Архађела код Призрена.
Сликарско-конзерваторски радови, започети с јесени 1998. године, остали су незавршени.
- Унутрашњост цркве
- Портална икона Светог Ђорђа
- Свети Василије Велики
- Свети Козма